# 강의빈
강의빈(1998년 4월 1일 ~ )은 대한민국의 축구 선수로, 포지션은 센터백이다. 현재 K리그2 성남 FC 소속이다.

## 클럽 경력
강의빈은 유소년 시절 오산고등학교, 청주대성고등학교 그리고 광운대학교 축구부를 거쳤다.
2020시즌을 앞두고, 경남 FC가 자유계약으로 영입하였다.
2021시즌을 앞두고 부천 FC 1995로 이적했다.
2022시즌을 앞두고 성남 FC로 이적했다.